# Hiwi
Le terme Hiwi est l'abréviation du mot allemand Hilfswilliger (auxiliaire volontaire) ou Hilfswissenschaftler (auxiliaire de recherche). De nos jours, le mot existe encore en allemand et désigne une personne exécutant des tâches subalternes.
Durant la Seconde Guerre mondiale, les Hilfswillige étaient des « volontaires » recrutés parmi la population des territoires occupés d'Europe de l'Est qui servirent d'auxiliaires dans la Wehrmacht.
Ils portaient souvent leur ancien uniforme avec parfois un brassard sur lequel était écrit Im Dienst der Deutschen Wehrmacht, « Au service de la Wehrmacht allemande ».

## Utilisation historique du terme
L'historien militaire Paul Carell (1969) emploie le terme d'« auxiliaires russes ». Un autre historien militaire, Antony Beevor (1999) utilise le terme Hiwi. L'Union soviétique n'ayant pas signé la convention de Genève sur les prisonniers de guerre, les soldats soviétiques capturés sont soumis à des conditions d'internement épouvantables. Staline ayant décidé de considérer les prisonniers de guerre russes comme « traîtres à la patrie », ceux-ci ont pu voir dans leur collaboration une échappatoire à leur misère.

### Recrutement

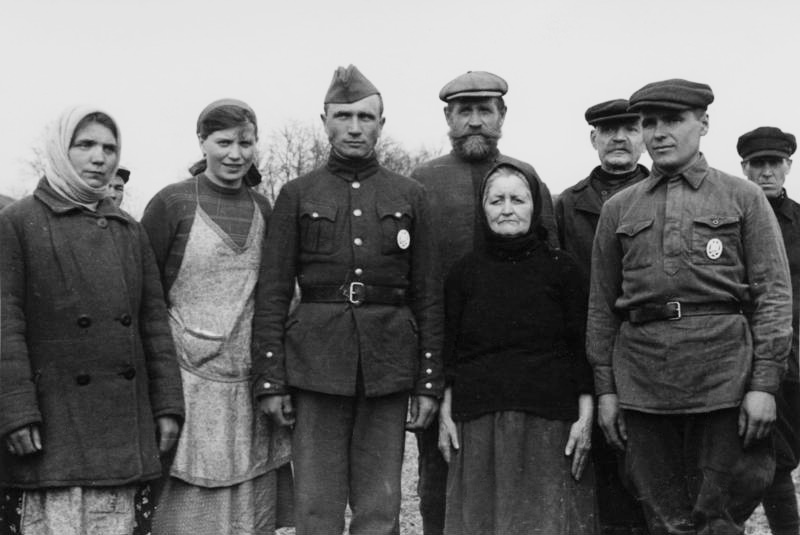
Russie janvier 1942, des « volontaires » de la Wehrmacht décorés de l'insigne d'assaut général.

Après l'attaque de l'Union soviétique en 1941, les forces allemandes et leurs alliés purent puiser pour leur besoin massif de main-d'œuvre dans les populations vivant sur les territoires capturés. Cette main-d'œuvre provint pour partie des populations civiles désireuses de coopérer, mais également des rangs des prisonniers de guerre soviétiques et des déserteurs de l'Armée rouge. Dans le cadre d'une guerre dite « d'extermination », il est difficile de distinguer un ralliement réellement volontaire, un désir de collaboration véritablement effectif, d'un quasi travail forcé. En réalité, les raisons les plus diverses ont pu y jouer un rôle, et avant tout l'espérance de meilleures conditions de vie et de plus fortes chances de survie. Toutefois, les Allemands mirent surtout en avant l'anti-bolchevisme de ces « recrues », sentiment réel mais cependant exacerbé pour des raisons de propagande.
Un prisonnier Hiwi expliqua à son interrogateur du NKVD[réf. nécessaire] que « Les Russes dans l'armée allemande pouvaient être rangés dans trois groupes :
- D'abord : des soldats mobilisés par les troupes allemandes au sein d'unités de Cosaques, rattachées aux divisions allemandes.
- Ensuite : les Hilfswillige — des civils habitant les territoires occupés, des Russes faits prisonniers se portant volontaires ou encore des déserteurs de l'Armée rouge désireux de joindre les forces allemandes. Ceux-ci portaient l'uniforme allemand intégral, avec insignes et badges. Ils mangeaient comme les soldats allemands et étaient rattachés aux régiments allemands.
- Enfin : les prisonniers russes affectés aux tâches ingrates, aux cuisines, aux latrines…

Ces catégories étaient traitées différemment, les volontaires recevant évidemment le meilleur traitement. »

### Auxiliaires non armés
Au total, entre 800 000 et un million de citoyens de l'Union soviétique servirent dans des formations de la Wehrmacht, environ 200 000 opérèrent dans les formations de police militaire. Plusieurs autres centaines de milliers de citoyens soviétiques travaillèrent au service des forces d'occupation, notamment au sein de l'administration allemande, des exploitations industrielles ou encore de la Reichsbahn. On peut également citer pèle-mêle les occupations de chauffeurs, cuisiniers, infirmiers, chargés du ravitaillement en vivres et en munitions, estafettes, sapeurs…

### Membres des Einsatzgruppen
Alors que les Hiwis effectuèrent d'abord des tâches subalternes, non armées, au profit des armées allemandes d'occupation, ils prirent par la suite part de manière active à des actions militaires sous le commandement de la Wehrmacht, de plus en plus intégrés à l'appareil répressif armé, jusqu'à jouer un rôle non négligeable dans l'extermination des Juifs ainsi que dans la lutte contre les partisans. En Pologne, ils eurent notamment pour mission de « sélectionner » les Juifs arrivant dans les camps de concentration, avant de passer par les armes les « non-aptes ». Ils opérèrent dans une grande majorité des opérations de « nettoyage » au sein des Einsatzgruppen à l'arrière du front de l'Est. La tâche était si rude que souvent les Hiwis s'enivraient à la vodka avant de procéder aux exécutions dans les vapeurs de l'alcool. Il est fait état de cas où les Hiwis, passablement ivres, devenaient dangereux pour leurs supérieurs, qui devaient se tenir à l'abri lors de ces tueries d'une rare sauvagerie.

### Supplétifs de l'armée allemande
En 1943, de nombreux Hiwis furent regroupés en « formations de volontaires » au sein des Osttruppen (sous encadrement allemand), pour certaines envoyées sur le front de l'Ouest où elles combattirent notamment aux premiers jours ayant suivi le débarquement en Normandie. Ces formations avaient également été massivement employées auparavant lors de la bataille de Stalingrad, vu la situation désespérée dans laquelle se trouvait la 6e armée allemande du général Paulus, où ils comptèrent pour près de 13 % des forces présentes sur la ligne de front, soit 21 000 hommes. Dans certaines divisions (notamment les 71e et 76e divisions d'infanterie allemande), le ratio approchait la parité.
Le désespoir était si grand en 1944 dans les rangs allemands que la réelle volonté de résistance au socialisme international fut cristallisée dans les rangs des Hiwis au travers de la création de l'Armée de libération de la Russie, ou armée Vlassov.

## Utilisation actuelle du terme
Après la fin de la période nazie et la défaite de la Wehrmacht, le terme « Hilfswillige » a perdu sa signification militaire.
« Hiwi » reste aujourd'hui dans la langue allemande comme désignant de manière officieuse un étudiant tuteur (à ne pas confondre avec un assistant de recherche, « wissenschaftliche Mitarbeiter ») dans les écoles techniques ou un ATER, ou encore un collaborateur à la cour de justice fédérale allemande. Les « HiWi » à l'université sont des Hilfswissenschaftler (« Studentische ou Wissenschafliche Hilfskraft » selon qu'ils soient encore étudiants ou qu'ils aient fini leurs études), ils sont payés selon leurs diplômes et participent aux travaux de recherche et d'enseignement la plupart du temps pour des temps partiels.